# Islands Brygges Sogn
Islands Brygges Sogn er et sogn i Amagerbro Provsti (Københavns Stift). Sognet ligger i Københavns Kommune; indtil Kommunalreformen i 1970 lå det i Sokkelund Herred (Københavns Amt). I Islands Brygges Sogn ligger Hans Tausens Kirke.
Fra 2016 er Ørestad city og Ørestad syd blevet en del af Islands Brygge sogn. Indbyggertallet er derfor steget fra 10-15.000 til 23.000.
Derfor blev Ørestad Sogn 1. december 2024 udskilt fra Islands Brygges Sogn